# マツカケス
マツカケス（松橿鳥、学名：Gymnorhinus cyanocephalus）は、スズメ目カラス科に分類される鳥類の一種。

## Status
VULNERABLE (IUCN Red List Ver. 3.1 (2001))

## 分布
新北区に生息する。